# Moór János

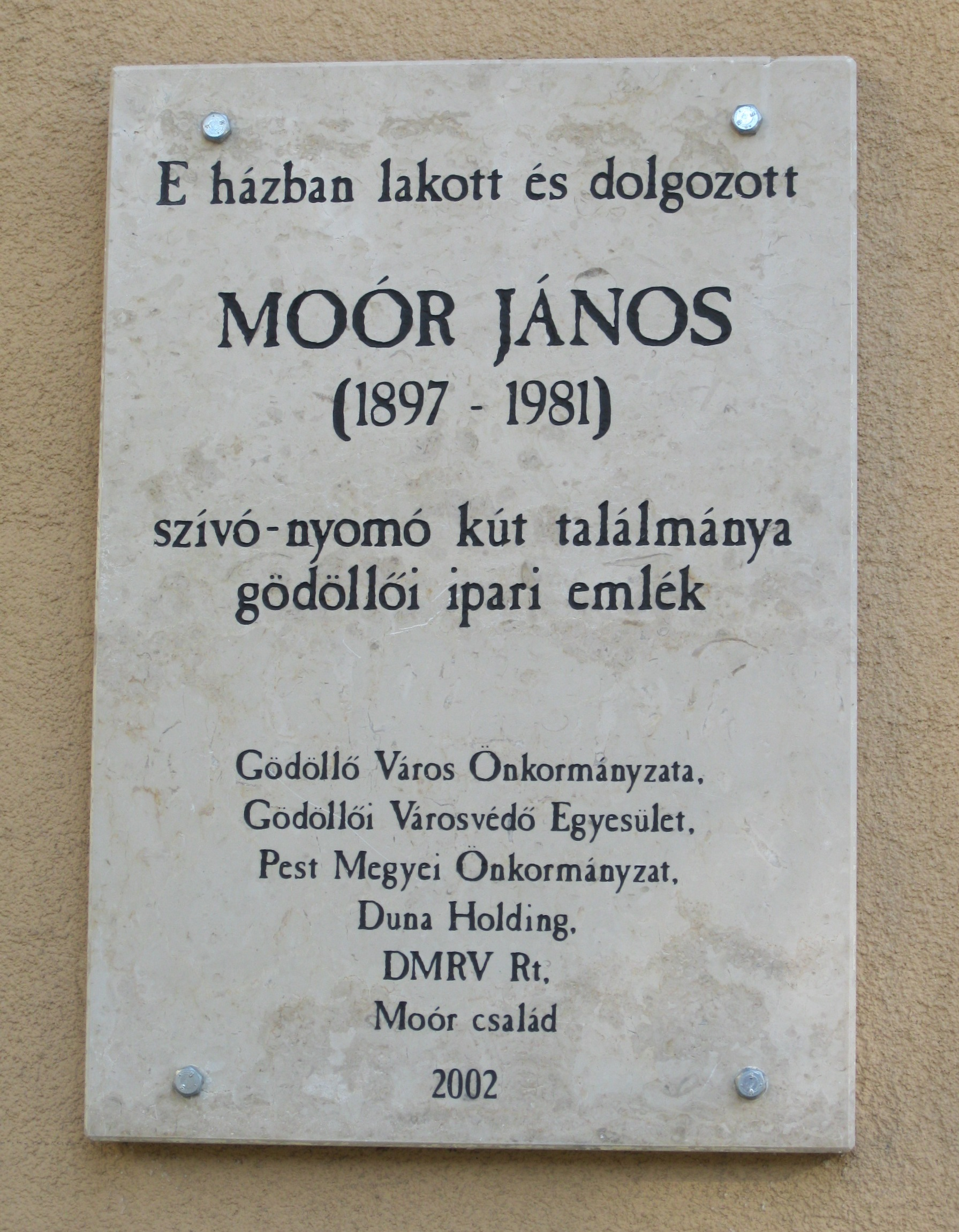
Moór János emléktáblája Gödöllőn

Moór János (Gödöllő, 1897. március 29. – 1981. január 18.) géplakatos, kisiparos, feltaláló.

## Életútja
A négy elemi elvégzése után vízhordóként dolgozott, majd géplakatosnak tanult. Az első világháborúban, 1918 nyarán a Piave melletti frontra vezényelték, majd hazatérve Gödöllőn, Vácon és Kecskeméten szolgált fegyvermesterként, majd őrmesterként, végül századparancsnok-helyettesként.

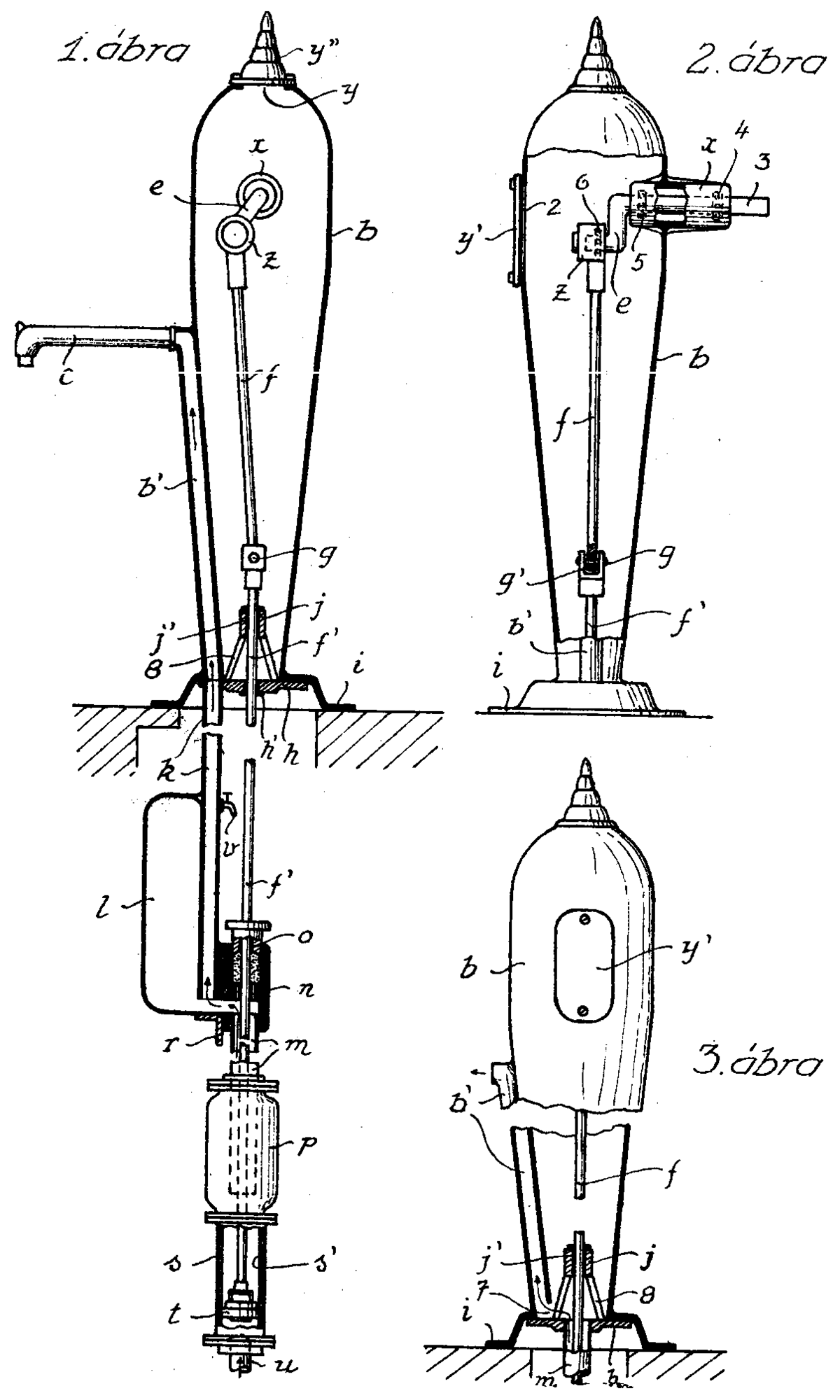
a Moór-kút (golyóscsapágyas szívó-nyomó kútszivattyú) elvi vázlata

Lakása és műhelye a gödöllői Kossuth Lajos utca 1. szám alatt állt. 1933 októberében kútszivattyút szabadalmaztatott, melyet később „Moór-J Gödöllő” jelzéssel gyártott. A találmányt népegészségügyi jelentősége miatt felkarolta az Országos Közegészségügyi Intézet, a korábbi nyitott kutakat a zárt rendszerű, higiénikus Moór-kútra cserélték. Országszerte, összesen mintegy 4000 Moór-kutat helyeztek üzembe. Egy ilyen kút ma is áll Püspökmolnári községben.
1945 után államosították, majd felszámolták gépműhelyét, helyére a járási pártbizottság költözött. Moór ezt követően ipari szövetkezetben dolgozott, majd kisiparos lett. 1956 után disszidált.

## Családja
Apja Moór Mihály kartali születésű uradalmi magtáros, anyja Prém Erzsébet vadkerti születésű háztartásbeli, mindketten római katolikusok. Jánosék hatan voltak testvérek. Első feleségével, Prill Ilonával, 1921. május 7-én kötött házasságot. 1945 után újra nősült, második házasságából 4 fia és egy lánya született.

## Emlékezete

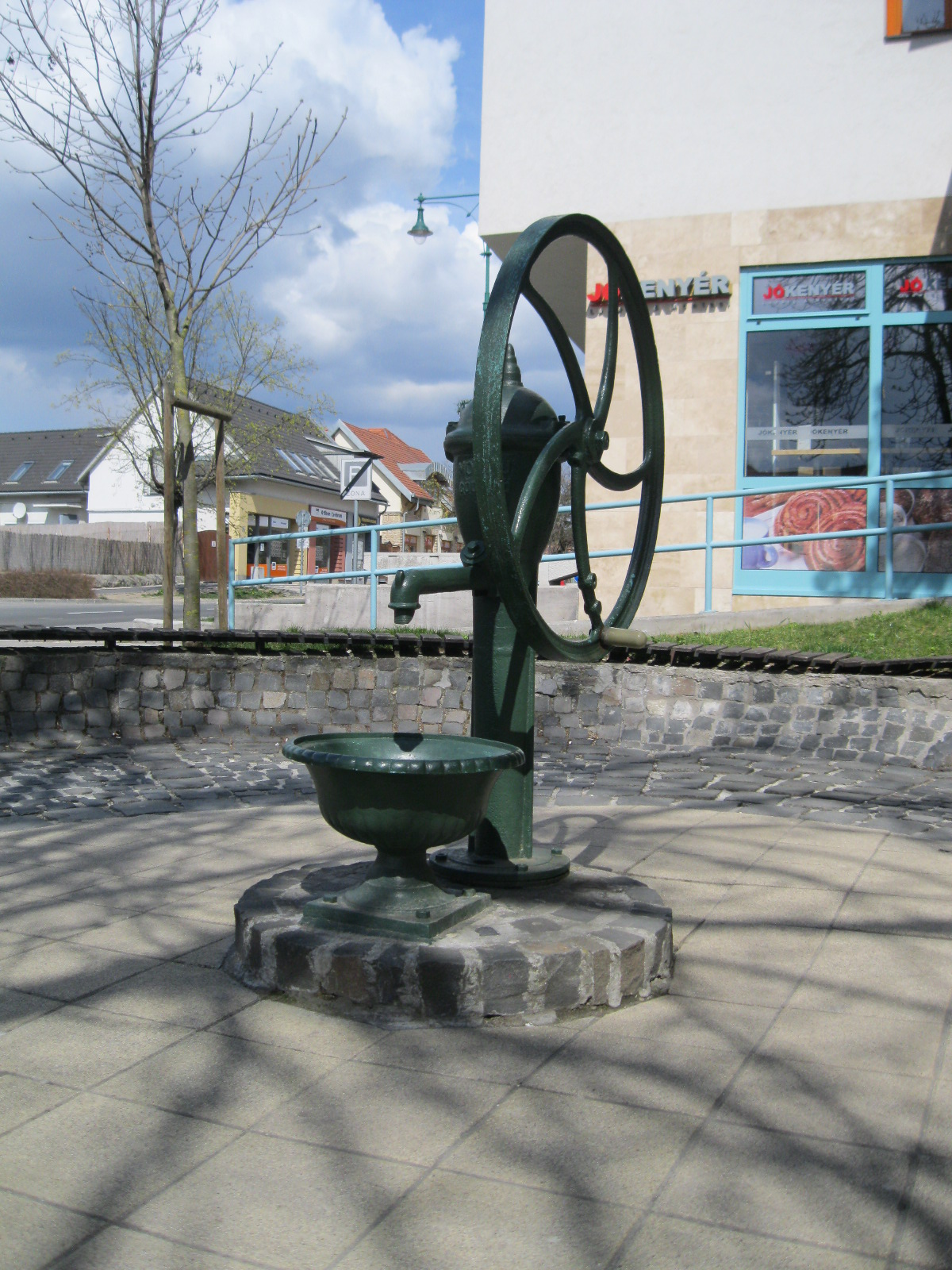
A Moór János-féle öntöttvas kút, ipartörténeti emlék

A golyóscsapágyas szívó-nyomó rendszerű öntöttvas kút egyik példányát 2002. június 21-én egykori háza előtt állították ki, az egykori gépműhely helyén álló épület falán emléktáblát helyeztek el.